# Bill Bellas
William Joseph Bellas (21 tháng 5 năm 1925 – 1994) là một cầu thủ bóng đá người Anh thi đấu ở vị trí hậu vệ.